# Christuskirche (Bad Pyrmont)

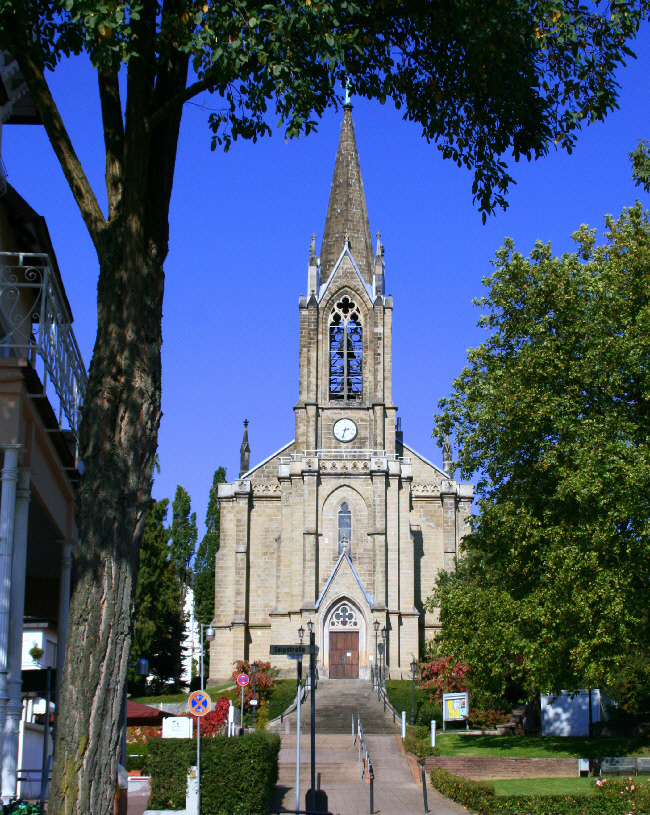
Christuskirche mit Freitreppe von Süden

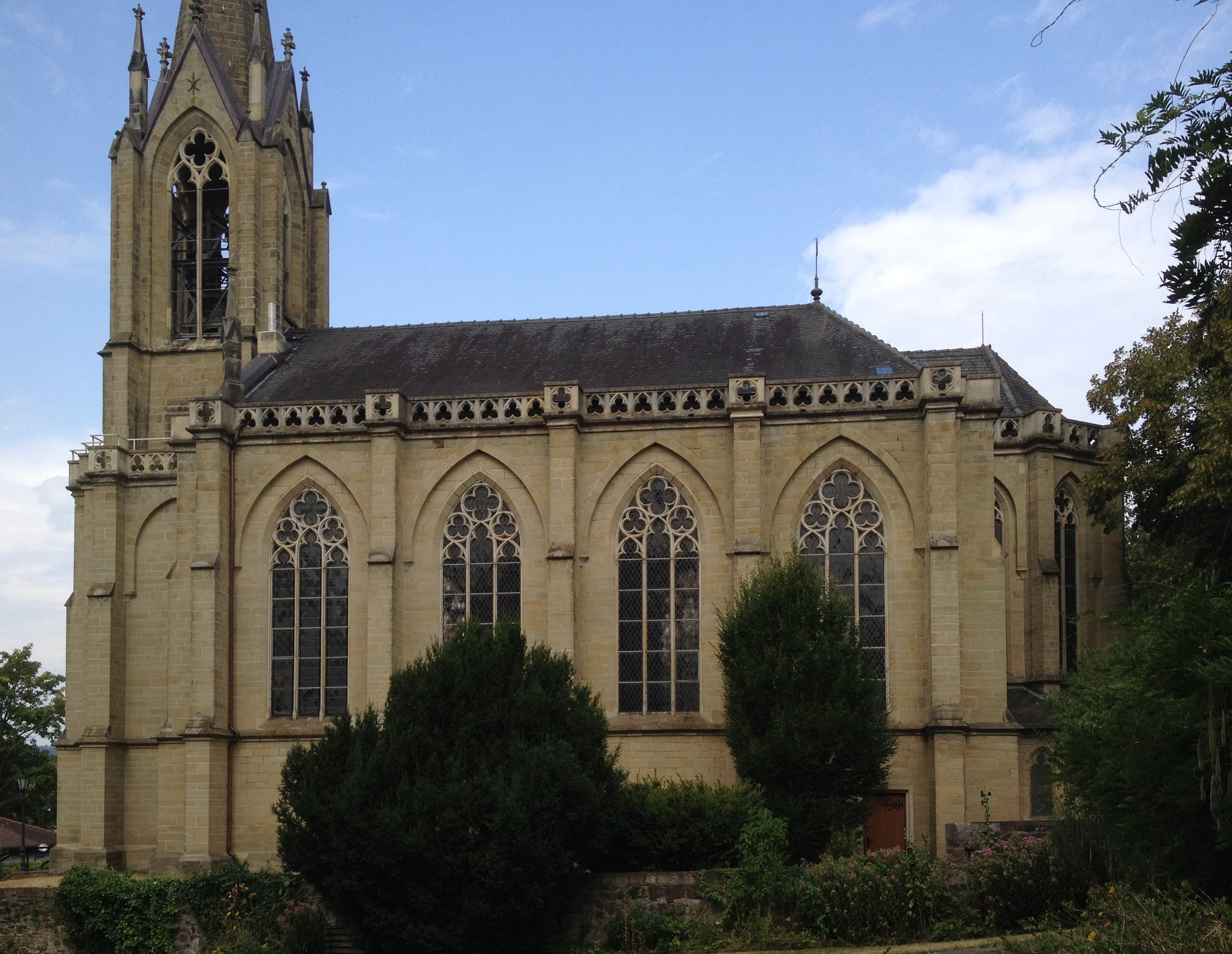
Ostansicht

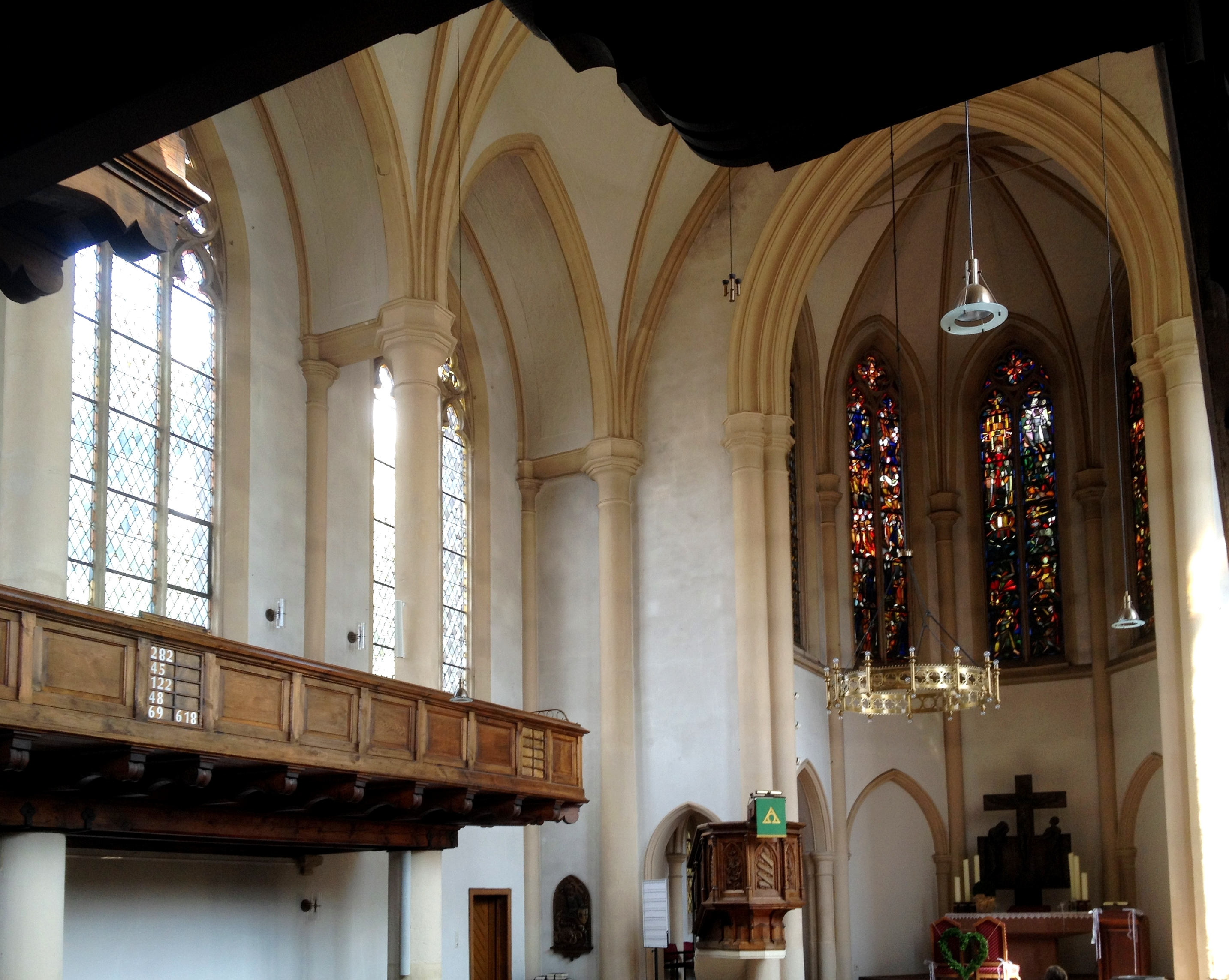
Innenraum

Die Christuskirche ist die evangelisch-lutherische Stadtkirche von Bad Pyrmont im niedersächsischen Landkreis Hameln-Pyrmont. Sie wurde von 1872 bis 1877 nach Plänen von August Orth im neugotischen Stil erbaut. Den Namen Christuskirche erhielt sie 1949.

## Geschichte
Die heutige Kernstadt Bad Pyrmont entstand aus den Dörfern Oesdorf und Holzhausen sowie dem dazwischenliegenden Kurbereich mit dem Schloss Pyrmont. Die historische Dorfkirche von Oesdorf ist St. Petri. Holzhausen bekam 1953 eine eigene Kirche St. Johannes. Der Bedarf für eine Zentralkirche im Kurbereich ergab sich aus dem im 19. Jahrhundert sprunghaft zunehmenden bürgerlichen Badebetrieb.
Für die neue Kirche wurde ein Grundstück in erhöhter Lage unweit der Wandelhalle erworben und mit einer Freitreppe vom Kurzentrum aus zugänglich gemacht. Den Bau entwarf der aus dem Fürstentum Waldeck-Pyrmont stammende renommierte Berliner Architekt August Orth.
1953 wurde die historische Innenausmalung durch einen schlichten hellen Anstrich ersetzt. Eine grundlegende Renovierung fand 1980 statt.
In der Christuskirche finden neben den Gottesdiensten auch Konzerte und Vorträge statt. 
Von 1967 bis 1998 war der Schriftsteller und Lyriker Detlev Block Pfarrer an der Christuskirche.

## Baugestalt
Die Kirche ist als vierjochige Wandpfeilerkirche mit Kreuzrippengewölbe konzipiert. Die Wandpfeiler teilen sich unterhalb der Fensterbögen jeweils in eine Blendsäule und eine Säule, sodass der Eindruck eines sehr schmalen Seitenschiffs entsteht. Um die polygonale Apsis zieht sich ein niedriger Chorumgang, der als Sakristei dient. Über dem Portal im Süden erhebt sich der Glockenturm mit steinernem Helm.

## Ausstattung

### Einrichtung
Von der originalen Ausstattung sind die Kanzel, die Emporen, die Leuchterkrone und die Bänke erhalten. Das Altarretabel ist seit 1980 eine moderne Kreuzigungsgruppe aus Bronze von Bildhauer Siegfried Zimmermann. Über dem Durchgang vom Vorraum ins Kirchenschiff hängt das Halbrelief Betender Engel, das der aus Bad Pyrmont stammende Berliner Bildhauer Friedrich Drake (1805–1882) der Kirche schenkte.

### Orgel
Die Orgel der Orgelwerkstatt Alfred Führer mit 27 Registern auf zwei Manualen und Pedal wurde 1972 eingebaut und 2003 von der Orgelbauwerkstatt Hillebrand umintoniert.

### Geläut
Das dreiteilige Geläut wurde 1979 von der Glocken- und Kunstgießerei Rincker gegossen.
| Nr. | Gussjahr | Gießer        | Durchmesser (mm) | Gewicht (kg) | Schlagton | Inschrift                                                                               |
| --- | -------- | ------------- | ---------------- | ------------ | --------- | --------------------------------------------------------------------------------------- |
| 1   | 1979     | Rincker, Sinn | 1296             | 1290         | es’       | HERR, DIE GANZE WEITE WELT SEI IN DEINE HAND GESTELLT, DASS SIE FRIEDEN MACHT UND HÄLT. |
| 2   | 1979     | Rincker, Sinn | 1153             | 907          | f’        | HERR, BEHÜTE UNSRE STADT UND DIE MENSCHEN, DIE SIE HAT. SEGNE LANDSCHAFT, KUR UND BAD.  |
| 3   | 1979     | Rincker, Sinn | 1025             | 637          | g’        | RUF UNS, HERR, AN DIESEN ORT, SAMMLE JETZT UND IMMERFORT DIE GEMEINDE UM DEIN WORT.     |